# Калугареј (Долж)
Калугареј (рум. Călugărei) насеље је у Румунији у округу Долж у општини Ородел. Oпштина се налази на надморској висини од 187 m.

## Становништво
Према подацима из 2002. године у насељу је живело 769 становника, од којих су сви румунске националности.